# Derry
Londonderry (en irlandés: Doire o Doire Cholm Chille), también conocida como Derry, es una ciudad de Irlanda del Norte. La parte antigua de la ciudad se extiende en el margen oeste del río Foyle, pero la ciudad actualmente ocupa ambos lados del curso fluvial, estando estos comunicados por tres puentes, el tercero de los cuales fue inaugurado en junio de 2011 bajo el nombre de "Puente de la Paz".

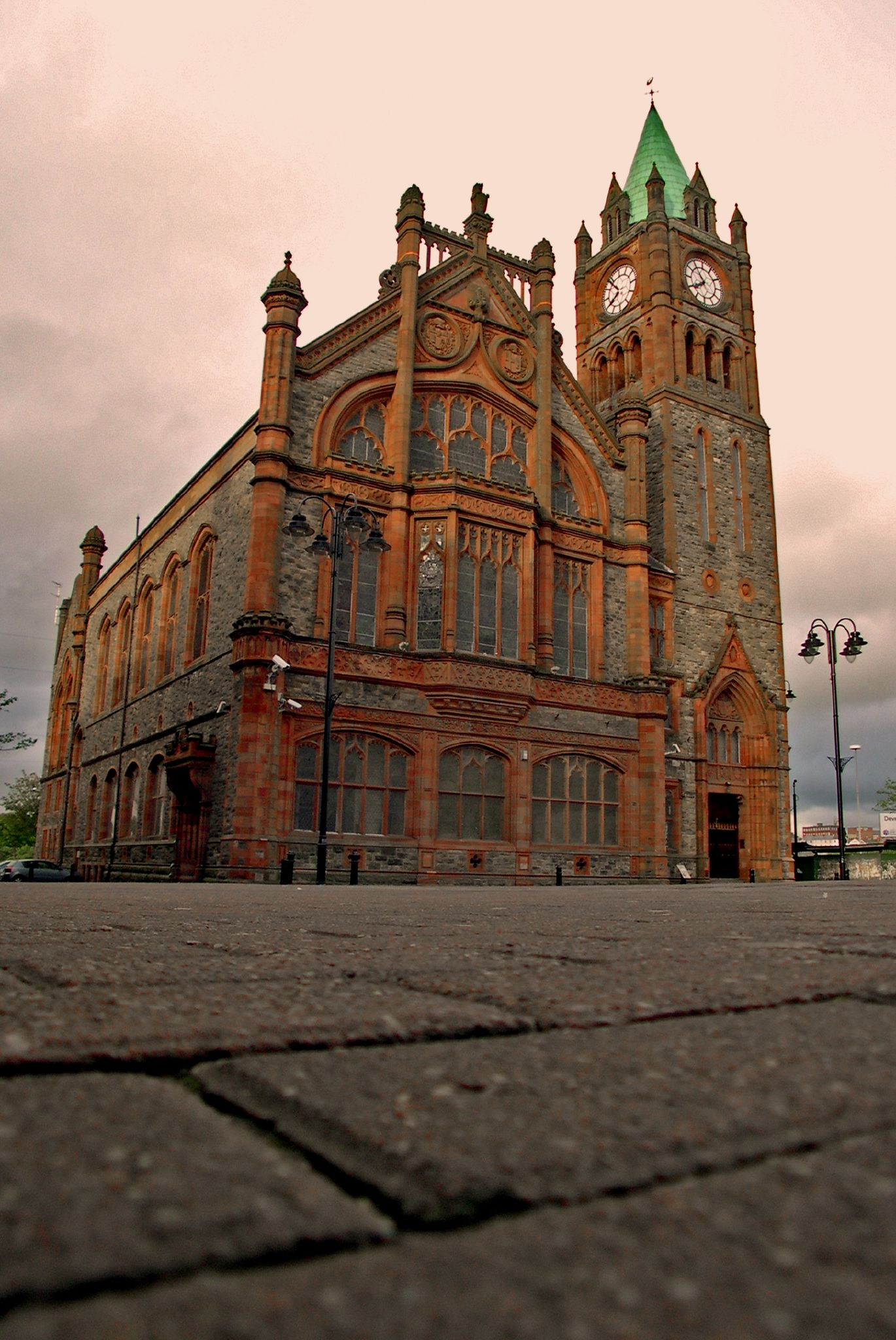
Guildhall.

La ciudad tenía una población de 108.652 habitantes en 2008. Es la segunda ciudad de Irlanda del Norte y la cuarta de la isla de Irlanda, estando en la zona noroeste, junto a la costa y muy cerca de la frontera con la República de Irlanda. La ciudad es regida por un ayuntamiento, denominado Derry City Council, tiene un aeropuerto, llamado City of Derry Airport, y un puerto de mar, llamado Derry Port.

## Historia
En 1608, durante la fallida rebelión de O'Doherty contra el rey Jacobo I de Inglaterra y VI de Escocia, la villa fue quemada el 19 de abril.
Durante el reinado de Jacobo II de Inglaterra (James II of England), quien intentó restaurar los derechos de los católicos, los irlandeses trataron de echar a los granjeros escoceses protestantes que se habían instalado en tierras ajenas, pero estos se encerraron en la ciudad de Derry (para los católicos proirlandeses) o Londonderry (para los protestantes probritánicos). Cuando Jacobo II fue destituido por Guillermo de Orange, los católicos irlandeses fueron duramente castigados y privados de derechos tales como trabajar en un servicio público, o tener escuelas católicas. Ni tan siquiera podían comprar un caballo que costase más de 5 libras.
Entre el 12 y 14 de agosto de 1969 tuvo lugar la Batalla del Bogside, unos disturbios que se produjeron en el barrio de Bogside de Derry, entre residentes del barrio católico y la policía (la Royal Ulster Constabulary, RUC). Aquello dio lugar a una serie de desórdenes sociales que culminaron con la creación de un área autoproclamada autónoma (el "Free Derry"), que permaneció bajo dominio de los nacionalistas irlandeses hasta 1972.
El 30 de enero de 1972, en el llamado Domingo Sangriento, 13 hombres y niños, no armados, fueron asesinados en la ciudad a causa de los disparos de la fuerza paracaidista británica después de una manifestación en favor de los Derechos Civiles para los católicos de Irlanda del Norte en el barrio de Bogside.

## Nombre
La denominación de la ciudad es fuente de conflictos. Su denominación Londonderry aparece en los mapas desde 1613 con la construcción de la ciudad y su muralla por los londinenses durante el proceso organizado de la colonización del Úlster.
En general, aunque no siempre, los nacionalistas prefieren usar el nombre Derry y los unionistas Londonderry. Legalmente, la ciudad y el condado se llaman «Londonderry», mientras que el distrito del gobierno local que contiene la ciudad se llama «Derry y Strabane». El debate sobre los nombres se politizó particularmente al comienzo del conflicto norirlandés, con la mención de cualquiera de los dos nombres que actuaba como un shibboleth utilizado para asociar al orador con una de las dos principales comunidades de Irlanda del Norte. El distrito de Derry y Strabane se creó en 2015, subsumiendo un distrito creado en 1973 con el nombre «Londonderry», que cambió a «Derry» en 1984.

## Barrios
Los barrios católicos son Creggan, Bogside, Shantallow, Carnhill, Culmore, Ballymagroarty y Gobnascale. Los barrios protestantes son Irish Street, Nelson Drive y Kilfennan.
Existe una gran "rivalidad" entre estos debido tanto a las cuestiones religiosas como a los intereses políticos, siendo los protestantes partidarios de pertenecer al Reino Unido y los católicos de la unión con la República de Irlanda. Incluso su situación geográfica dificulta el entendimiento entre ambos, debido a que están separados por el río Foyle, aunque se están realizando diversas infraestructuras para unirlos.

## Deportes
Los deportes más populares son:
- Fútbol Su principal equipo: Derry City Football Club que juega en la liga irlandesa.
- Fútbol gaélico Su principal equipo: Derry GAA
- Boxeo
- Rugby
- Baloncesto Su único equipo: North Star Basketball
- Golf

## Personas nacidas en Derry
- Robert Boyd - revolucionario y héroe romántico, compañero del general español Torrijos, que falleció fusilado en Málaga tras el fallido intento de insurrección contra el rey Fernando VII.
- Máiréad Carlin - cantante y exintegrante del grupo Celtic Woman
- Damian McGinty - actor y cantante
- Roma Downey - actriz y cantante
- Nadine Coyle - cantante y un miembro del grupo Girls Aloud
- Jimmy McShane - cantante de la banda italiana Baltimora
- Feargal Sharkey - cantante y miembro fundador de la banda The Undertones
- Neil Hannon - cantante principal de la banda The Divine Comedy
- Clare Crockett - actriz, monja, hermana del hogar de la madre.
- Saoirse-Monica Jackson - actriz conocida por interpretar a Erin Quinn en la comedia de situación de Channel 4 Derry Girls
- Jamie-Lee O'Donnell - actriz conocida por interpretar a Michelle Mallon en la comedia de situación de Channel 4 Derry Girls